# Gradiente di temperatura
In fisica, il gradiente di temperatura è una quantità fisica utilizzata per descrivere la direzione e l'intensità delle variazioni di temperatura.
Formalmente, esso è un campo vettoriale definito come campo gradiente di un campo scalare, che è appunto il "campo di temperatura".

## Descrizione
Supponendo di poter associare un valore di temperatura ad ogni punto dello spazio, si avrà una legge {\displaystyle T} del tipo:
{\displaystyle T:\mathbb {R} ^{3}\to \mathbb {R} }
Se tale funzione è sufficientemente regolare, sarà possibile calcolarne il gradiente:
{\displaystyle {\text{grad}}\,T=\nabla \,T=\left(\displaystyle {\frac {\partial T}{\partial x}},{\frac {\partial T}{\partial y}},{\frac {\partial T}{\partial z}}\right)}
Il significato fisico di tale grandezza vettoriale è quello generale di gradiente di una funzione di più variabili: la direzione del vettore indica il verso di maggior crescita della temperatura, mentre il suo modulo indica l'intensità di tale crescita.
L'equazione:
{\displaystyle T(x,y,z)=T_{0}}
determina una varietà, in generale, tridimensionale, sulla quale la temperatura rimane costantemente pari al valore {\displaystyle T_{0}}; poiché, dunque, la temperatura non varia sul piano tangente a tale varietà, il gradiente termico avrà proiezione nulla e sarà quindi ad esso perpendicolare. Di fatto, una simile superficie è anche detta, nell'ambito delle funzioni di più variabili, curva di livello, la quale soddisfa alla proprietà di ortogonalità testé enunciata.
Nel Sistema internazionale (SI) l'unità di misura è K/m (Kelvin al metro).

## Effetti nella materia
Se la funzione {\displaystyle T(x,y,z)} descrive le distribuzioni di temperatura all'interno di un corpo, per via delle differenze di temperatura (supposte finite) all'interno di questo si manifesteranno dei flussi di calore diretti dalle zone a temperatura maggiore verso quelle più fredde. Il gradiente di temperature risulta in questo fenomeno un elemento discriminante: empiricamente è possibile osservare che il flusso di calore è direttamente proporzionale alla norma di tale vettore. Dal momento che il flusso avviene in direzione opposta a quella del gradiente, il quale punta nella direzione di crescita della temperatura, si avrà:
{\displaystyle {\dot {Q}}\propto \Vert \nabla T\Vert }
La direzione del flusso non necessariamente coincide con quella del gradiente: tale equivalenza richiederebbe isotropia nelle proprietà termiche del corpo soggetto al gradiente di temperature. In generale, la conducibilità termica non sarà uno scalare, bensì un tensore di rango 2. La direzione del flusso sarà allora data da
{\displaystyle \mathbf {u} _{T}={\dfrac {k_{\mu \nu }\nabla T}{\Vert k_{\mu \nu }\nabla T\Vert }}}
Nella conduzione termica viene dunque considerato questo nuovo vettore
{\displaystyle k_{\mu \nu }\nabla T}
che integrato su una superficie fornisce il flusso di calore attraverso di essa.